# Манастир Ходош
Манастир Ходош (рум. Mănăstirea Hodoș-Bodrog) је манастир Румунске православне цркве у Поморишју, у округу Арадском. Некада је манастир био српски, као задужбина племенитих Јакшића. Манастир је посвећен Великој Госпојини (Успењу Пресвете Богородице).

## Положај
Манастир Ходош се налази на 15 km југозападно од Арада, покрај места Фелнак. Манастир је близу реке Мориш (историјско Поморишје).

## Историјат
Прем румунским изворима манастир Ходош је основан још 1177. године. Међутим, постојани подаци говоре да су данашњи манастир основала у 15. веку стара племенита српска породица Јакшићи (као оближњи манастир Бездин, који и данас припада СПЦ). Ктитор манастира био је српски властелин Стеван Јакшић, родом из Јагодине у Србији.
Манастир су 1666. године посетили калуђери српског манастира Пећке патријаршије. Изашли су пред њих са прилозима. Игуман Максим и старац Ананије донели су на благословење "6 жутица и чашу". Прилог су дали поред игумана и проигуман Тадеј и извесни Огњан.
Познати су сви настојатељи манастира Ходоша, од 1700. године. Наводе се овде само архимандрити: Софроније (1700), Александар Прерадовић (1732), Вићентије Продановић (1750), Вићентије Новалић (1773, родом из Мостара), Генадије Ђукић (1778, родом из Баје), Теодосије Јовановић (1786-1810, родом из Батање), Мојсије Манојловић (1810-1835, родом из Арада), Григорије Кириловић (1837-1839, родом из Галше), Стеван Крагујевић (1839-1842, родом из Осијека), Емилијан Кенгелац (1845-1853, родом из Кикинде), Антоније Нако (1853), Корнелије Живковић (1853-1887, родом из Даља). 
Године 1726. посланик на српском црквено-народном сабору био је архимандрит Софроније, из манастира Ходоша.
Попис манастира Ходоша из 1788. године лепо осликава његово тадашње стање. Ту је било манастирско братство од 13 калуђера на челу са игуманом Теодосијем Јовановићем. Само за презиме Модара, не може се са сигурношћу тврдити да је био Србин. Приходи манастирски из претходне 1787. године су износили 2826 ф. 43 кр, а расходи - 2826 ф. 43 кр. Манастирски дуг је на крају те године износио чак 3929 ф. 42 кр. Од робе било је следеће: 50 акова вина, шест акова ракије, 100 мерова жита, 12 мерова кукуруза, 17 мерова зоби, 100 мерова јечма, 120 пластова сена, 16 волова за рад, 87 рогате марве, 45 коња, 169 свиња, 42 кошнице.

## Црква
Манастирски храм је посвећен празнику Ваведење Пресвете Богородице. Ктитор иконостаса је 1789. године била српска племкиња Марта от Текели, како пише на иконостасу (1905). На Богородичином трону је такође ктиторски запис из 1789. године, по којем је исти платио Дамаскин Поповић. Испод иконе храма, стоји натпис да је трон платио да се уради 21. новембра 1789. године Петар Арсић као "заветниј свој спомен манастиру Ходошу". Испод иконе Богородице у припрати, стоји ктиторски натпис, да је осликавање "образа" платио Петар Батањац, при игуману покојном Михаилу јеромонаху. За цркву се 1905. године каже да је "сазидана крстовидно са трулом без торња". Као звоник служила је тзв. Јакшићева кула, са уклесаним племићким грбом те породице.
Петар Аврамовић Текели(ја), Србин официр, генерал у руској царској војсци оставио је 1812. године манастиру Ходошу 1000 рубаља прилога. То није било случајно, сетио се пред смрт завичаја, јер је био рођен 1720. године у Араду. Отац Ранко био је граничарски капетан, а деда Јован Текелија пуковник, био је командант Потиско-поморишке границе 1699. године. Новац намењен манастиру је стизао у неколико рата. Текелије су одувек водиле бригу и жртвовале се за манастир Ходош. Поред свих прилога, манастир је од Саве Текелије и позајмице узимао. Када је 1841. године дуг са каматом достигао износ 5173 ф. 16 крајцара, Текелија је тај дуг "опростио" - тако даровао манастир. Прерачунавањем се узевши у обзир и дар руског генерала Петра, долази до још већег дара, од 5721 ф. 16 кр. Братство манастирско се захвалило јавно Текелијама.

## Деоба са Румунима
Манастир Ходош је вековима био средиште српске културе и вере у Поморишју. Чак се претпоставља да су српске владике липовске током 16. и 17. века овде столовале уместо оближњег града Липове. Митрополит липовски Данило помиње се 1563. године (по бедренику са записом) је вероватно обитавао у манастиру. Године 1651. митрополит Софроније, са сигурним седиштем у манастиру Ходошу, ишао је у Русију. Међутим, издвајањем Румуна из Карловачке патријаршије 1864. манастир је припао њима. Ово је данас означено као велики немар тадашњих црквених кругова Карловачке патријаршије. 
Још 1844. године Румуни (Власи) у својим новинама јавно истакли став, да епископске столице у Темишвару и Вршцу, (у Араду је готово!) као и управу манастира Ходоша, Бездина, Св. Ђурђа и Месића, као и протопрезвитерска места где има верника Влаха, треба они безпоговорно да преузму. Дописник новина из Лугоша је сугерисао румунских изасланицима на српском црквено-народном сабору, да то званично затраже, и да се тако: "Нека се пресече Србима надежда (нада) у Вршцу и Темишвару". Срби нису још имали став о томе, чинило им се да су "старе задужбине својих Праотаца" у њиховим рукама неприкосновене.
По државном шематизму православног клира у Угарској из 1846. године, види се како ствари стоје у једином манастиру Арадске жупаније. Каже да се манастир зове Ходош, али и "Бодрог" (Румуни су тај назив форсирали), и да је место настојатеља тада било упражњено. Братство је са српском већином, нема игумана, али спада под јурисдикцију арадског владике који је био Румун. Администратор манастира је био митрополијски протосинђел Лаврентије Гершић. Манастирско братство су чинили те 1846. године још: јеромонаси Себастијан Табаковић иконом, Јулијан Недељковић викар, Дамаскин Поповић еклесијарх, затим Јеремија Николић, Јоаникије Марковић, те Генадије Попеску јерођакон и професор на Богословији у Араду.
Срби су ипак од 1845. године почели радити да манастир Ходош, правно "пребаце" из Арадске, у Темишварску епархију. То је почело са постављањем Емилијана Кенгелца за архимандрита тог манастира, од стране темишварског владике Пантелејмона Живковића. Успело се 1850. године да о томе формално позитивни став да српска јерархијска духовна власт. А 1852. године се фактички манастир нашао под јурисдикцијом темишварске дијецезе, захваљујући архимандритима Србима. Међутим, ствар је вратио на почетак Краљевски угарски конзијум, који је 1854. године издао строг налог, да се манастир мора вратити под јурисдикцију Арадске епархије. Остали су Срби на челу манастира још скоро три деценије. До 1870. године доношени су завршни годишњи манастирски рачуни на црквено-словенском језику. Затим су, док је на челу манастира био Корнелије Живковић, рачуни подношени на српском језику. Од његовог одласка 1887. године, престао је сваки српски уплив у рад манастира. То стање је времено озакоњено, а Срби су остали без своје старе задужбине, на коју су полагали велико историјско право, и то из чисто формално-правних разлога.
Румуни су на сабору у Карловцима 1865. године званично поред осталог тражили манастир Ходош. Из тадашњег полазишта српских црквених великодостојника, види се како је Ходош у ствари поклоњен: "Што се тиче правне природе манастира као српских институција (установа), ту се Синод и Конгресни одбор слажу; но Синод не би био противан кад би народни Сабор одобрио: да се из братске љубави манастир Ходош, који у Арадској дијецези лежи, (Румунима) уступи". Споразум две делегације је постигнут јуна 1871. године, а већ на сабору јула 1871. године када је усвајан, једино се српско-румунском споразуму, успротивио племић Петар Чарнојевић, сматрајући да нити сабор може такав несавршен акт усвојити, нити су изасланици Румуни тада били овлашћени да врше преговоре, те зато није ни требало ступити у њих.
Манастир је био за време деобе са Румунима, под јурисдикцијом Арадске епархије, па је ту и остао и даље. Многи српски црквени великодостојници су касније "жалили", што се нису ни мало борили, да се та "српска задужбина и српско црквено добро поврати у српску јерархију". Румуни нису имали никаква својинска права, нити законских могућности, али Срби су били несхватљиво пасивни. Светозару Милетићу је била потребна подршка Румуна за политички програм, па није ишао против њих. Одласком архимандрита Корнелија Живковића Србина, из манастира Ходоша 1887. године, није постављен више српски настојатељ, због чега су Срби изгубили тај манастир. Треба истаћи да је манастир формално прешао у састав нове румунске митрополије, од њеног установљења 1864. године. Српски црквено-народни сабор је 1902. године покушао да поврати манастир Ходош. Послати су тако др Жарко Миладиновић у Беч, а др Мита Мушицки у Будимпешту, да у тамошњим државним архивама нађу историјске податке о настанку манастира. Хтели су српски радикали да се спреми материјал за покретање парнице за манастир Ходош. Срби су мислили да је довољно рећи: манастир се увек називао у прошлости или српским или илирским, а никад румунским. Једино је српски народ водио бригу и жртве подносио за његов опстанак. Српски црквени сабор је и 1749. године решавао питање манастира Ходоша. Али све то није било довољно, јер православни Румуни када су изашли из црквене заједнице са Србима, добили су без проблема "за столом". Много тога што им није припадало, присвојили су они лако, па тако и стару српску задужбину Јакшића и Текелија.

## Културна хроника
Историчар Јанко Шафарик је користио за своје издање књиге "Законик цара Душана српског", најстарији ходошки (манастирски) српски рукопис, онај из 1390. године. Он се одавно налазио далеко од манастира, у Прашком музеју.
Манастирско братство на челу са архимандритима, често су били купци српских књига, часописа и календара. Купци једне српске књиге 1832. године били су из манастира браћа: намесник Арсилај Маринковић и Геврасиј Митровић јерођакон. И две године касније 1834. они купују Стаматовићеву књигу. Манастирска браћа купује 1834. године и књигу "Турци у Босни или смерт Милоша". На челу "општежитељног" манастира Ходоша био је 1822-1837. године архимандрит Мојсеј Манојловић који годинама редовно купује српске књиге и претплатник је "Српског летописа". он је 1814. године био игуман манастира, када је купио књигу "Прикљученија Телемака сина Улисова" од Стефана Живковића. А купци календара "Сербска пчела" за ту годину били су ходошки калуђери: игуман Симеон Поповић, намесник Јулијан Недељковић, те чланови братства Архисилај Маринковић јеромонах и Севастијан Табаковић јерођакон. Као претплатник српске књиге о црквеном праву се 1841. године јавља Патрикиј Попескул јерођакон. Из списка пренумераната једне српске књиге види се ко чини манастирско братство 1843: Лаврентије Гершић (из Футога родом) протосинђел и намесник (1843—1846), Јер. Николић јеромонах, Дамаскин Поповић јеромонах - купио две књиге за своје кћерке. Калуђер Табаковић придворни иконом је набавио у Араду, књигу "Богомољка", од Аристида Николића, 1847. године. Свети Синод је 1853. године поставио архимандрита ходошког Емилијана Кенгелца за епископа вршачког. Архимандрит ходошки Антоније Нако премештен је 1857. године у манастир Месић, а на његово место је прешао ходошки протосинђел Корнелије Живковић. Архимандрит Живковић се иако Србин (родом из Даља), није таквим показао приликом једне расправе о црквеној равноправности Срба и Румуна. Заступао је другачији став, и критиковао адвоката Лончаревића, радећи у интересу румунске стране. Живковић је као архимандрит био учесник Сабора 1864. године у Карловцима, а остао је у Ходошу до 1887. године. 
Књигу Вукову о српском народу, набавио је 1867. године јеромонах Самуило Брашованов из манастира Ходоша.
Године 1902. извршена је званична процена имовине, тада румунског манастира Ходош-Бодрога. Налазио се у Темишварској епархији, а утеловљен је у Арадској православној румунској епархији. Имање му је 1184 ј 1407 кв хв земље, са катастарским приходом од 6269 к 52 потура, у вредности 125.790 к 40 потура; 7 ј 1208 кв хв виноградског земљишта, са катастарским чистим приходом 37 к 90 потура, у вредности 758 к; здања 59.200 к; права 100 к; вредносни папири 17300 к; дргоцености 259 к; опреме 8050 к; остале покретности 2180 к; вредност целокупног имања 215.968 к 40 потура.
Током времена комунизма манастир Ходош је тешко страдао. Данас је он обновљен и мушки је.